# 산펠리체치르체오
산펠리체치르체오(이탈리아어: San Felice Circeo)는 이탈리아 라치오주 라티나도에 위치한 코무네다.

## 역사
기원전 36년 로마 시대의 레피두스가 옥타비아누스에 의해 이곳으로 추방당하였다.